# Colotes de Lámpsaco
Colotes de Lámpsaco (o Kolotis; Griego: Κολώτης Λαμψακηνός, Kolōtēs Lampsakēnos c. 320 a. C..  - 268 a. C.) fue un antiguo filósofo epicúreo griego de Lámpsaco y uno de los estudiantes más famosos del propio Epicuro.
Colotes escribió unα obra titulada ὅτι κατὰ τὰ τῶν ἄλλων φιλοσόφων δόγματα οὐδὲ ζῆν ἐστιν, es decir, que "es imposible vivir según las doctrinas de otros filósofos". Esta obra se la dedicó al rey Ptolomeo II Filadelfo . Siglos después, Plutarco escribió dos obras específicamente para refutar los argumentos de Colotes: el diálogo ὅτι οὐδὲ ἡδέως ζῆν ἔστιν κατ'Ὲπίκουρον ("Porqué es imposible vivir feliz en la forma en que Epicuro enseña") y una obra titulada "Contra Colotes", que se incluye en su Ética . Según Plutarco, Kolotis era un hombre inteligente, pero vanidoso, dogmático e intolerante. Kolotis atacó violentamente la filosofía de Sócrates, Platón y otros grandes filósofos. Fue uno de los alumnos más queridos de Epicuro, quien cariñosamente le llamaba Koλωτάρας y Koλωτάριoς (Kolotara y Kolotario) . Nuevamente Plutarco menciona que Kolotis, tan pronto como escuchó a Epicuro hablar sobre la naturaleza de las cosas, se arrodilló ante él y le suplicó que lo guiara.
En cuanto a sus puntos de vista, Colotes creía que era indigno de un filósofo utilizar mitos en su enseñanza, opinión con la que Cicerón no estaba de acuerdo.
No ha sobrevivido ninguna obra de Colotes, sin embargo, se descubrieron algunos extractos de dos de sus obras en la Villa de los Papiros en Herculano . Las obras a las que pertenecen estos extractos son 'Contra el Lisis de Platón'  y 'Contra el Eutidemo de Platón'.